# Ергенекты
Ергенекты (каз. Ергенекті руы, Ergënëky ruwı, قبيلة ارجينك, [ergeneek rɤwɯ]) — крупный казахский род, входящий в состав племени Среднего жуза найман, существующий и по сей день. Родоначальником рода является Ергенекты батыр, расселяется род Ергенекты в основном на территории Северного Казахстана. В русских дореволюционных источниках род упоминается по-разному: еркенекти, ергинекты, ергенек, ергенекты. 